# تپه ریکان سفلی
تپه ریکان سفلی مربوط به دوران‌های تاریخی پس از اسلام است و در شهرستان بهار، بخش مرکزی، روستای ریکان سفلی واقع شده و این اثر در تاریخ ۲۴ فروردین ۱۳۸۲ با شمارهٔ ثبت ۸۰۸۱ به‌عنوان یکی از آثار ملی ایران به ثبت رسیده است.